# Thibaudia retusifolia
Thibaudia retusifolia är en ljungväxtart som beskrevs av J.L. Luteyn. Thibaudia retusifolia ingår i släktet Thibaudia och familjen ljungväxter. Inga underarter finns listade i Catalogue of Life.